# Exephanes ischioxanthus
Exephanes ischioxanthus ist eine Schlupfwespe aus der Unterfamilie der Ichneumoninae. Die Art wurde von Carl Gravenhorst im Jahr 1829 als  Ichneumon ischioxanthus erstbeschrieben.

## Merkmale
Die Schlupfwespen besitzen eine schwarze Grundfärbung. Die Vorderflügel weisen ein fünfeckiges geschlossenes Areolet (kleine Flügelzelle) sowie ein relativ schmales gelbrotes Pterostigma auf.
Im Folgenden eine Beschreibung der Art basierend auf einer Veröffentlichung von Hinz und Horstmann (2000).
Für die Weibchen gilt: Die Schlupfwespen sind 8,5–10 mm lang. Die Fühler weisen 38–40 Glieder auf. Das vierte Fühlerglied ist 1,8 mal so lang wie breit. Der Clypeus ist apikal geringfügig ausgerandet. Das Scutellum ist fast flach. Die Area superomedia ist 0,8–0,9 Mal so lang wie breit. Das zweite, dritte und vierte Gastersegment weisen eine Längsfalte auf. Die Bohrerklappen sind lang, die Cerci reichen nicht bis zur Mitte. Die Stirnorbite können rötlich gefärbt sein. Die Fühlergeißel weist etwa auf halber Länge eine weiße Binde auf. Die Coxae und Trochanteren sowie die hinteren Femora sind schwarz. Der schwarze Apikalrand der hinteren Tibien ist etwa doppelt so lang wie die Tibien dick sind. Das Scutellum ist hellgelb gefärbt. Das zweite und dritte Gastertergit sowie die Basis des vierten Gastertergits sind rotbraun gefärbt. Die folgenden Tergite sind schwarz. Das sechste Gastertergit weist eine weiße Querbinde auf. Das siebente Gastertergit weist am Hinterrand einen großen weißen Fleck auf.
Für die Männchen gilt: Die Schlupfwespen sind 9–12 mm lang. Die Fühler sind 41- bis 43-gliedrig.  Der Clypeus ist apikal deutlich ausgerandet. Das Scutellum ist leicht gewölbt. Die Subgenitalplatte ist caudal-median schmal zungenförmig vorgezogen. Die Genitalklappen sind breit, apikal gerade abgestutzt. Clypeus und Gesicht sind vollständig gelb gefärbt. Die gelbe Zeichnung der Stirnorbite ragt gewöhnlich über den Dorsalrand der Stirngruben hinaus und endet dort abgerundet. Vor der Hinterecke des Pronotums befindet sich ein langer Strich. Die Subtegularwulst und das Scutellum sind hellgelb gefärbt. Die Coxae und Trochanteren der vorderen und mittleren Beine sind oft gelb gefleckt. Ansonsten ist die Zeichnung der Beine gleich wie bei den Weibchen. Das zweite und dritte Gastertergit sind gewöhnlich ganz gelbrot gefärbt, seltener caudal mit dunklen Flecken. Die Färbung des vierten Gastertergits reicht von ganz gelbrot bis fast vollständig schwarz mit nur in den Vorderecken aufgehellt. Die folgenden Tergite sind schwarz gefärbt.

## Verbreitung
Exephanes ischioxanthus ist in der westlichen Paläarktis (Europa, Kleinasien, Kaukasus, Zentralasien) verbreitet. In Europa ist die Art in weiten Teilen vertreten. Im Norden reicht das Vorkommen bis in den Süden von Fennoskandinavien und Schottland, im Süden bis auf die Iberische Halbinsel.

## Lebensweise
Über die Wirte von Exephanes ischioxanthus ist offenbar noch wenig bekannt. Die Art gilt wie viele verwandte Arten als ein koinobionter Endoparasitoid von Großschmetterlinge (Macrolepidoptera). Die Weibchen stechen ein Ei in die Wirtsraupe. Die geschlüpfte Schlupfwespenlarve entwickelt sich innerhalb der Raupe und tötet diese erst nach deren Verpuppung. Die Schlupfwespen erscheinen ab Juli und fliegen bis in den Herbst. Die Weibchen überwintern, oft gemeinsam mit anderen Arten wie der Vierfleck-Höhlenschlupfwespe, in Höhlen und anderen Überwinterungsquartieren. Im zeitigen Frühjahr erscheinen die überwinternden Weibchen. Man trifft sie meist in der Laubschicht an Waldrändern an, wo sie offenbar geeignete Wirtsraupen suchen.

## Bilder

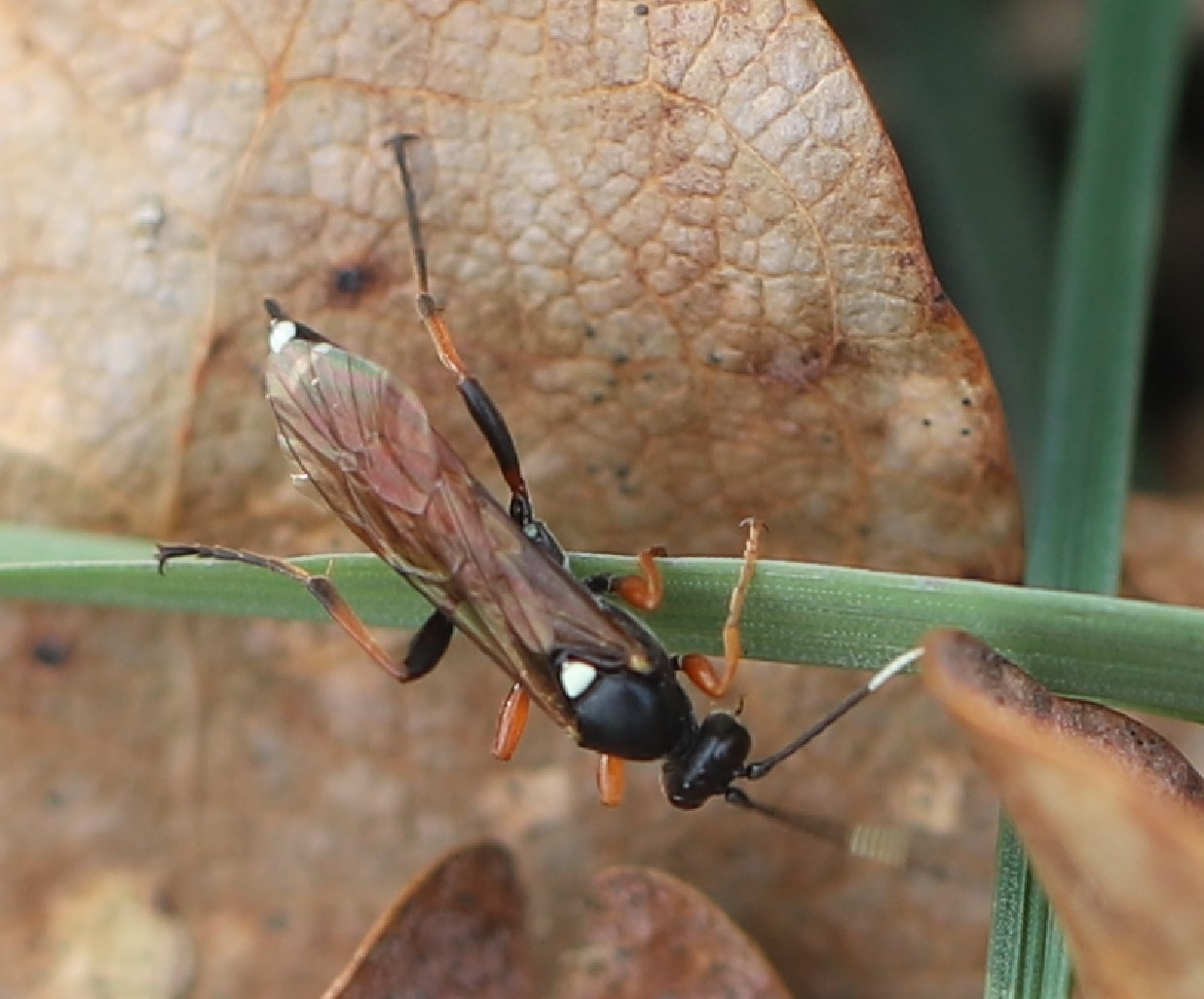
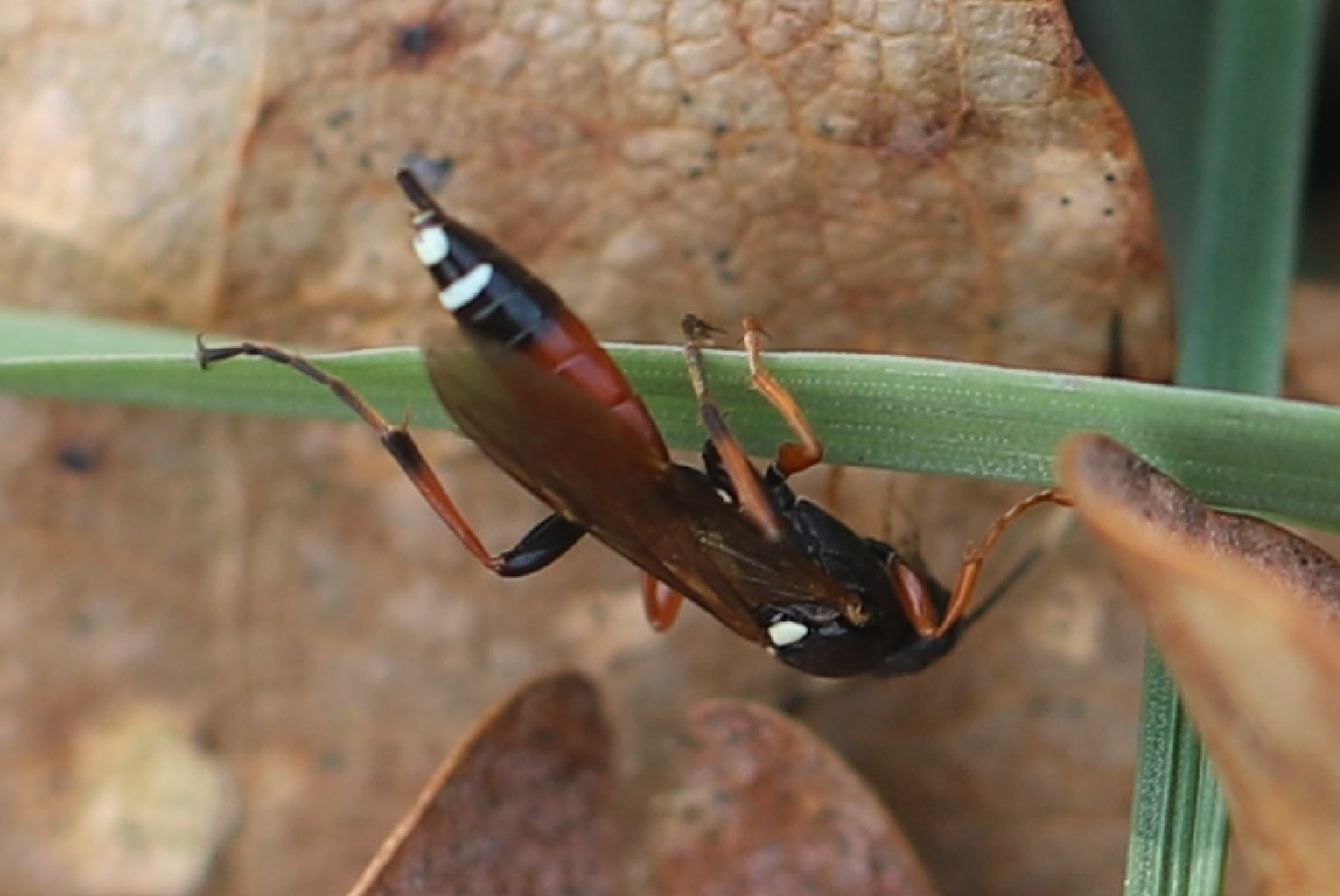
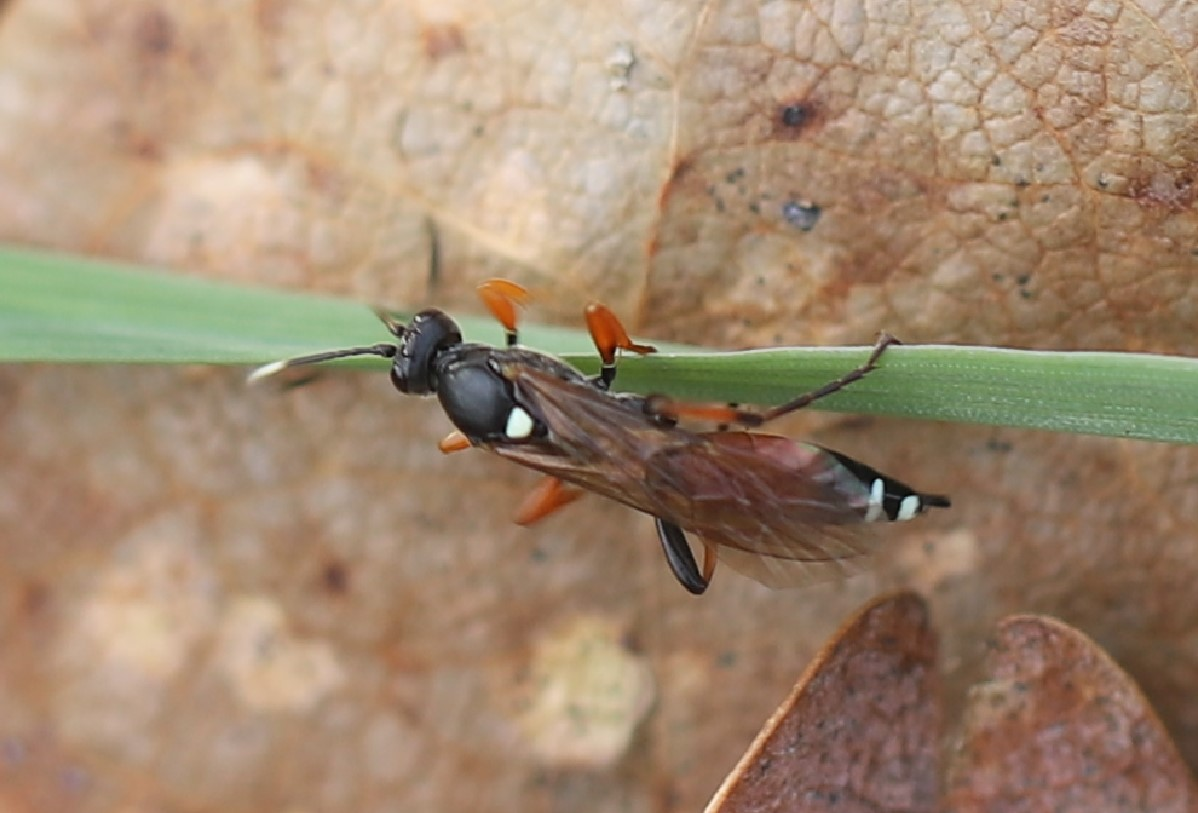
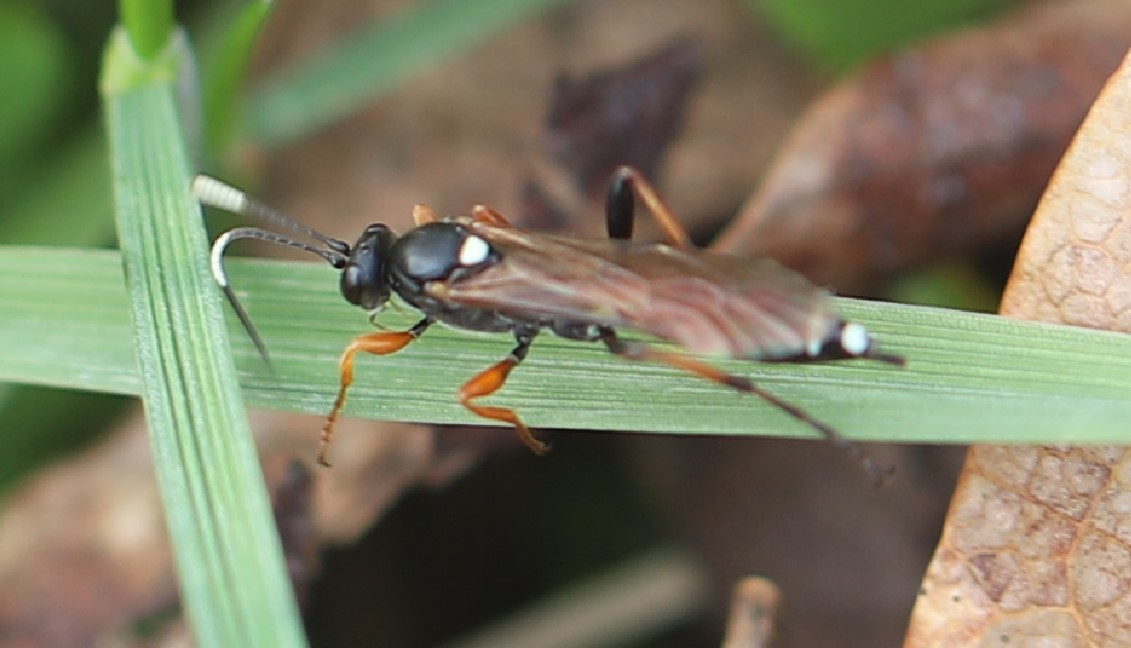